# 二乙基乙醇胺
二乙基乙醇胺（缩写DEAE），分子式C6H15NO，其衍生物DEAE-葡聚糖或DEAE-纤维素可用作离子交换色谱法的阴离子结合填料。